# Proteïna-cinasa activada per mitogen
Una proteïna-cinasa activada per mitogen (en anglès mitogen-activated protein kinase o MAPK o cinasa MAP) és un tipus de proteïna-cinasa específica dels aminoàcids serina i treonina (és a dir, una proteïna-cinasa de serina/treonina). Les MAPK estan implicades en la direcció de respostes cel·lulars a una variada gamma d'estímuls, com ara els mitògens, estrès osmòtic, xoc tèrmic i citocines proinflamatòries. Regulen les funcions cel·lulars, inclosa la proliferació, l'expressió gènica, la diferenciació, la mitosi, la supervivència cel·lular i l'apoptosi.
Les cinases MAP només es troben en eucariotes, però són molt diverses i es troben en tots els animals, fongs i plantes, i fins i tot en una varietat d'eucariotes unicel·lulars.
Les MAPK pertanyen al grup de les cinases CMGC (CDK/MAPK/GSK3/CLK). El grup més propers de les MAPK són les cinases dependents de la ciclina (CDK).